# Бењамин Шешко
Бењамин Шешко (Радече, 31. мај 2003) је словеначки фудбалер који тренутно наступа за Манчестер јунајтед. Игра на позицији нападача.
Шешко је са мајчине стране пореклом из Добоја у Републици Српској, Босна и Херцеговина.

## Успеси
Ред бул Салцбург
- Бундеслига Аустрије (2) : 2021/22,[9] 2022/23.[10]
- Куп Аустрије  (1) : 2021/22.[11]

 РБ Лајпциг
- Суперкуп Немачке (1) : 2023.[12]

Појединачни
- Најбољи млади словеначки фудбалер: 2021,[13] 2022,[14] 2023.[15]
- Најбољи словеначки фудбалер: 2022.[16]